# Fiskmansbo
Fiskmansbo är en by i Nysätra socken i Enköpings kommun.
Fiskmansbo är känt från dokument först på 1560-talet, och utgjorde då ett mantal frälse, tillhörigt Jöns Olofsson (Lilliesparre) som även ägde halva Nysätraby. Fiskmanbo fortsatte att ärvas inom släkten och ägdes vid mitten av hans sonhustrus systerson Olof Stake som fick sätesfrihet för Fiskmansbo med 5 1/4 mantal underlydande gårdar i Nysätra socken. Efter hans död 1664 ärvdes säteriet av hans dotter Emerentia Stake och hennes man kammarherren Johan Sparre af Rossvik och därefter av deras dotter Christina Maria Sparre gift med Carl Gustaf Roos. Dottern Christina Charlotta Roos var gift med Axel Karlström som 1738 som sålde sin och övriga arvingars andelar i säteriet till Margareta Steuch. Inga av de tidiga ägarna bebodde säteriet, som långa tider var utarrenderat. Någon huvudbyggnad fanns inte vid denna tid, mangården bestod av två flyglar och två paviljonger, den östra flygeln utgjorde arrendatorsbostad. 
Margareta Steuch som även ägde Hässle bodde inte heller på Fiskmansbo, men brukade under de första åren själv jorden, innan hon lät arrendera ut den. 1757 ärvdes Fiskmanbo av dottern Margareta von Hermansson och hennes man Olof Kiörning. 1782 ärvdes gården av sonen Georg von Kjörning, som lät förbättra godset. Den underlydande arealen utökades, en mängd stenmurar och alléer utfördes liksom nya byggnader. Även en ny huvudbyggnad uppfördes, om än mycket liten för att vara ett säteri. Georg von Kiörning bodde här, men endast en kort tid i slutet av 1780-talet. Georg von Kjörning avled barnlös 1792 och gården ärvdes av hans syster Inga Elisabeth von Kjöring, gift med Per Niklas Christiernin. De bodde i Uppsala och skötte gården med hjälp av rättare, och hade den under en tid på 1810-talet utarrenderad till Jakob Gripenstedt. Även paret Christiernin avled barnlösa och gården ärvdes nu av brodern Mattias von Kjörning som bodde på Stora Bärby och Bjelkesta och utarrenderade gården. Då han avled barnlös och hans hustru Ulrika Eleonora von Post saknade arvsrätt till gården kom den 1832 att ärvas av syskonen von Kiörnings kusiner, som 1833 sålde Fiskmansbo på auktion. Vid auktionen köptes Fiskmanbo med underlydande jord av ett flertal bönder, som lät dela upp och bruka jorden i enheter. Själva Fiskmanbo förblev ursprungligen en enhet, men delades på 1850-talet i två, Östergården och Västergården. Konflikter ledde till att man 1864–1874 förrättade laga skifte för att dela ägorna. Sedan 1920-talet är all åkerjord i Fiskmansbo åter samlad i en brukningsenhet, men de båda gårdarna står ännu kvar.